# Ампер-час
Ампе́р-час (А·ч) — внесистемная единица измерения электрического заряда, используемая главным образом для характеристики заряда электрических аккумуляторов.
Исходя из физического смысла, 1 ампер-час — это электрический заряд, проходящий через поперечное сечение проводника за один час и обеспечивающий в течение этого часа ток в один ампер. Таким образом, 1 ампер-час равен 3600 Кл.
Заряженный аккумулятор с заявленной ёмкостью в 1 А·ч теоретически способен обеспечить силу тока в один ампер на протяжении одного часа (или, например, 3600 А в течение 1 секунды, или 10 А на протяжении 0,1 часа, или 0,1 А на протяжении 10 часов) до полного разряда. На практике слишком большой ток разряда аккумулятора приводит к менее эффективной отдаче электроэнергии, что нелинейно уменьшает время его работы с таким током и может приводить к перегреву.
В действительности же ёмкость аккумуляторов приводят исходя из 20-часового цикла разряда до конечного напряжения. Для автомобильных аккумуляторов оно составляет 10,5 В. Например, надпись на маркировке аккумулятора «55 А·ч» означает, что он способен выдавать ток 2,75 ампера на протяжении 20 часов, и при этом напряжение на клеммах не опустится ниже 10,5 В.
Часто также применяется производная единица миллиампер-час (мА·ч, mAh), которая используется обычно для обозначения ёмкости небольших аккумуляторов. Миллиампер-час (мА·ч, mAh) составляет одну тысячную ампер-часа.
Величину в ампер-часах можно перевести в системную единицу измерения заряда — кулон. Поскольку 1 Кл равен 1 А·с, то, переведя часы в секунды, получаем, что один ампер-час будет равен 3600 Кл.

## Перевод в ватт-часы
Часто производители аккумуляторов указывают в технических характеристиках только запасаемый заряд в мА·ч (mAh), другие — только запасаемую энергию в Вт·ч (Wh). Обе характеристики можно называть термином «ёмкость» (не путать с электрической ёмкостью как мерой способности проводника накапливать заряд, измеряемой в фарадах), однако они имеют разную размерность, и их нельзя приравнивать друг другу: ампер-часы имеют размерность электрического заряда, ватт-часы — размерность энергии. Вычислить запасаемую энергию по запасаемому заряду в общем случае непросто: требуется интегрирование мгновенной мощности, выдаваемой аккумулятором за всё время его разряда. Если большая точность не нужна, то вместо интегрирования можно воспользоваться средними значениями напряжения и потребляемого тока, для этого используя формулу, следующую из того, что 1 Вт = 1 В · 1 A:
То есть запасаемая энергия (в ватт-часах) приблизительно равна произведению запасаемого заряда (в ампер-часах) на среднее напряжение (в вольтах):
а в джоулях она будет в 3600 раз больше,

### Пример
В технической спецификации устройства указано, что «ёмкость» (запасаемый заряд) аккумулятора равна 56 А·ч, рабочее напряжение равно 15 В. Тогда «ёмкость» (запасаемая энергия) равна 56 A·ч · 15 V = 840 Вт·ч = 840 Вт · 3600 с = 3,024 МДж.
При последовательном соединении одинаковых аккумуляторов «ёмкость» в мA·ч остаётся прежней, но меняется общее напряжение аккумуляторной батареи; при параллельном же соединении «ёмкость» в мА·ч — складывается, но общее напряжение не меняется. При этом «ёмкость» в Вт·ч. у таких аккумуляторных батарей следует считать одинаковой. Например, для двух аккумуляторов, каждый из которых обладает напряжением 3,3 В и запасаемым зарядом 1000 мA·ч, последовательное соединение создаст источник питания с напряжением 6,6 В и запасаемым зарядом 1000 мA·ч, параллельное соединение — источник с напряжением 3,3 В и запасаемым зарядом 2000 мA·ч. Ёмкость же в Вт·ч (способность проделать работу) в обоих случаях, без учёта некоторых нюансов, будет одинаковой. В современных Power Bank-ах, получивших распространение в последнее время, часто аккумуляторы внутри соединены последовательно, а общую «ёмкость» в мA·ч складывают. Это происходит из-за того, что такие Power Bank-и имеют внутренний контроллер, который преобразует напряжение и на выходе предлагает несколько значений напряжений: 5 вольт (USB порт), 12, 15, 17 или 19 вольт для подключения ноутбуков. То есть, нет возможности указать, при каком напряжении уместна та или иная «ёмкость» в mA·ч, так как она меняется в зависимости от напряжения, используемого потребителем, подключенного к такому универсальному Power Bank. Поэтому в характеристиках пишут «коммерческую» ёмкость в мA·ч, полученную как сумму последовательно соединённых аккумуляторных элементов, не указывая при этом напряжение, при котором эта «ёмкость» в мA·ч уместна. Также следует учитывать, что ёмкость аккумулятора и его напряжение — взаимосвязанные величины, так как аккумулятор, который разряжен, теряет напряжение. Причём измерение напряжения разряженного аккумулятора или батареи без нагрузки может не выявить степень разряженности источника питания, так как на «холостом ходу», без нагрузки, аккумуляторная батарея способна показать высокое напряжение, которое резко упадёт, в случае если аккумулятор или батарея разряжены и если к ним подключили определённую нагрузку, в отличие от заряженных источников питания, которые сохраняют высокое значение напряжения даже после подключения нагрузки. У разряженных аккумуляторов падение напряжения при подключении нагрузки происходит сильнее, чем у заряженных источников питания. Для проверки автомобильных аккумуляторов часто используют специальные «пробники», создающую стандартную нагрузку на аккумулятор.